# Shammond Williams
Shammond Omar Williams (New York, 5 aprile 1975) è un ex cestista statunitense naturalizzato georgiano, professionista nella NBA e in Europa.

## Carriera
È stato selezionato dai Chicago Bulls al secondo giro del Draft NBA 1998 (34ª scelta assoluta).
Il 19 marzo 2011 viene ingaggiato dalla Sutor Basket Montegranaro.